# Max Zweifach
Max Zweifach, soprannominato Kid Twist (Austria, 14 marzo 1884 – Coney Island, 14 maggio 1908), è stato un criminale statunitense.

## Adolescenza
Nato in Austria nel 1884 da un sarto ebreo e da un'italiana, si trasferì con la famiglia negli Stati Uniti d'America nel 1886. Era di statura alta, aveva una carnagione olivastra e i capelli neri. Stabilitosi nel Lower East Side, presto Zweifach abbandonò il lavoro di aiutante nel negozio del padre e col fratello Daniel fece conoscenza con Zelig Lefkowitz, in seguito meglio conosciuto col nome di Big Jack Zelig. Iniziarono così i suoi primi contatti col mondo della malavita, nel 1899 venne infatti arrestato per la prima volta, a soli quindici anni, per il furto di una bicicletta.

## Ascesa al potere dell'Eastmans Gang
Al contrario della maggior parte dei suoi affiliati, Zweifach non entrò nella Eastmans Gang bensì grazie alla amicizia che lo legava al boss Monk Eastman riuscì a diventarne il braccio destro pur continuando a guidare una banda tutta sua. Dopo l'arresto del boss avvenuto nel 1904, Zweifach che era il suo braccio destro assieme a Richie Fitzpatrick, intraprese per il comando dell'organizzazione una faida col "collega" che divise in due fazioni e indebolì gli Eastmans. Per decidere chi sarebbe stato il nuovo boss, Zweifach e Fitzpatrick si incontrarono nel retro di una taverna di Chrystie Street il 1º novembre 1904. Improvvisamente le luci si spensero e uno sparo riecheggiò nel buio. Quando la polizia arrivò nel locale, a terra giaceva senza vita Richie Fitzpatrick. In seguito Twist ingaggiò due falsari e fece contraffare migliaia di biglietti della New York Central Railroad per un valore di 4000 dollari. Solo nel Marzo dell'anno successivo la polizia riuscì ad incastrarlo, ma dopo l'arresto venne prontamente rilasciato a grazie alle sue amicizie politiche. Amicizie che aveva soprattutto nel Partito Repubblicano newyorkese mentre l'Eastmans Gang era principalmente supportata dai Democratici.

## Gli ultimi anni
Per ricompensare l'assassino di Richie Fitzpatrick, Kid Dahl, nel 1907 Twist decise di fargli condividere la gestione di una sala da stuss di proprietà di Charles Greenwich detto Bottler(L'imbottigliatore), un affiliato alla Five Points Gang. I due riuscirono per un breve periodo a condividere il denaro, poi Zweifach decise di affidare la quota di Bottler a tal Nailer che gli aveva fatto alcuni favori. Ciò fece infuriare l'originale proprietario che, pur non essendo un gangster impavido, si barricò in casa e rifiutò di continuare a collaborare con Kid Twist. Kid Dahl decise allora di punire il "socio" e piazzandosi davanti alla soglia, lo invitava ad uscire per essere ucciso, per fortuna di Bottler, in quel momento passò un agente che multò ed allontanò l'Eastmans. Zweifach e Dahl decisero di sistemare il loro nuovo nemico una buona volta per tutte, chiamarono da Coney Island un lottatore amico di Twist chiamato Vach Lewis che, entrato nella sala di Bottler, gli sparò due volte al cuore davanti ad una ventina di spettatori.
Ma le sue fortune durarono poco, infatti nonostante avesse moglie e un figlio, Zweifach frequentava una ballerina canadese, Carrol Terry, che era desiderata anche da Louis Pioggi, un membro della gang italiana Five Points Gang.
Pioggi riuscì in un primo momento, la sera del 14 maggio 1908, a convincere la Terry a seguirlo a Manhattan ma, mezz'ora dopo il loro incontro entrò nel salone Kid Twist assieme al suo nuovo socio Lewis. Subito Carrol Terry si diresse da lui e proprio in quel momento passava di lì Pioggi che, vedendo la sua amata in compagnia di Zweifach perse ogni speranza. Si recò quindi in un saloon a bere e come se non bastasse, dopo dieci minuti vi entrò il rivale col suo forzuto amico. I due Eastmans si avvicinarono a Pioggi ed incominciarono ad umiliarlo, poi stanchi della sua presenza lo defenestrarono dal secondo piano del saloon. Poche ore dopo a Zweifach, che all'interno del saloon stava bevendo e ridendo assieme a Lewis riguardo alla caduta di Pioggi, un ragazzo riferì che fuori dal locale la canadese voleva incontrarlo. Ma la ballerina non era ancora giunta, vi era però un furente Louis Pioggi che appena ebbe sotto tiro i due mafiosi ebrei li eliminò e non contento ferì anche Carrol Terry che intanto stava sopraggiungendo e un agente di polizia accorso per le grida. Dopo la morte di Maxwell Zweifach, gli Eastmans Gang si divisero pur tuttavia continuando a combattere contro gli italiani della Five Points Gang. Louis Pioggi invece, venne condannato ad 11 mesi di reclusione.

## Fonti letterarie
- Herbert Asbury: Le gang di New York